# Amenia (New York)
Amenia is een plaats (CDP en town) in de Amerikaanse staat New York, en valt bestuurlijk gezien onder Dutchess County.

## Demografie
Bij de volkstelling in 2000 werd het aantal inwoners vastgesteld op 4048.

## Plaatsen in de nabije omgeving
De onderstaande figuur toont nabijgelegen plaatsen in een straal van 28 km rond Amenia.